# Повітрянодесантні війська Франції

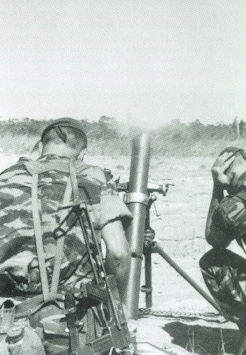
Мінометна обслуга 2-го парашутного полку Французького Іноземного Легіону веде вогонь у ході битви у Колвезі. Демократична Республіка Конго. 1978

Пові́тряно-деса́нтні війська́ Франції (фр. Parachutistes français) — високомобільний елітний рід військ сухопутних військ Франції Збройних сил Франції, який складається з підрозділів легкоозброєної піхоти, призначеної для доставки повітрям в тил противника та ведення активних бойових дій у його тиловій зоні.
За станом на 1 січня 2011 року Збройні сили Франції мають одну — 11-ту парашутну бригаду в складі сухопутних військ.

## Історія
2 жовтня 1936 наказом міністерства оборони Франції були створені 601-ша і 602-га групи повітряної піхоти (фр. Groupements d'Infanterie de l'Air). Підпорядковані командуванню військово-повітряних сил, ці групи мали у своєму складі по роті парашутистів і 1-2 авіаційних ескадрилей. Волонтери до повітряно-десантних підрозділів набиралися з інших родів військ. У травні 1937 року відбувся перший груповий стрибок. Через рік Авіньйонську парашутну школу розформували, проте вона вже встигла підготувати понад 150-ти інструкторів повітрянодесантної підготовки.
З початком Другої світової війни повітряно-десантні групи, розквартировані в Африці, були поспішно перекинуті й до Франції. 601-ша група вже готувалася до висадки над Нідерландами, коли операцію в самий останній момент скасували. Аж до розформування у липні 1940 року обидві групи діяли як незалежні ударні формування.
Американці, що висадилися в листопаді 1942 року в Північній Африці, взяли під своє керівництво 250 парашутистів 601-ї групи, які продовжували тренуватися там таємно від німців.
У січні 1943 року частина знову перейшла під контроль французької армії, і з 1850-ти чоловік її особового складу був сформований 1-й повітряно-десантний полк (фр. Regiment de Chasseurs Parachutistes; RCP). Додані 1-й французькій армії, десантники билися в горах Вогез, в Ельзасі і на Рейні. В цей же час у Північній Африці були сформовані два штурмових підрозділи: Ударний батальйон (фр. Bataillon de Choc), який відзначився в боях на Корсиці, Ельбі й у Провансі, і Загін французьких командос (фр. Groupe des Commandos de France).
1-ша рота повітряної піхоти (фр. Compagnie d'Infanterie de l'Air) під керівництвом капітана Берже (за винятком одного підрозділу, приданого секретній службі «Вільної Франції») в червні 1941 року була перекинута в Єгипет і перетворена на французький ескадрон SAS. Тим часом на території Великої Британії готувалися 2-й і 3-й повітряно-десантні полки, щоб пізніше, в ході кампанії 1944–1945 років, висадитися у Франції і Нідерландах. Обидві частини в серпні 1945 року злилися в один 2-й повітряно-десантний полк.